# Poros
Pour les articles homonymes, voir Poros (homonymie).
Poros (Πόρος en grec moderne) est une île grecque du golfe Saronique. Elle est toute proche de l'Argolide (Péloponnèse).

D'une superficie de 33 km² et d'une circonférence de 42 km, elle comptait en 1995 3500 habitants et constitue l'essentiel de la municipalité qui porte son nom.
Elle est à 31 milles marins du Pirée auquel elle est reliée quotidiennement par des hydrofoils, les flying dolphins ou par bateaux à grande vitesse, les flyingcat (une heure), ou par simple ferry (2 heures 30, avec arrêts à Egine et Methana). Poros est également reliée par hydrofoils et ferries avec d'autres îles et villes du Péloponnèse, en fonction des saisons.
Poros est surtout séparée du Péloponnèse par un étroit chenal (passage ou poros en grec) de 250 m à 400 m de large. La traversée s'effectue tout au long de la journée en barques-taxis ou en bateaux aménagés pour les véhicules.

## Géographie

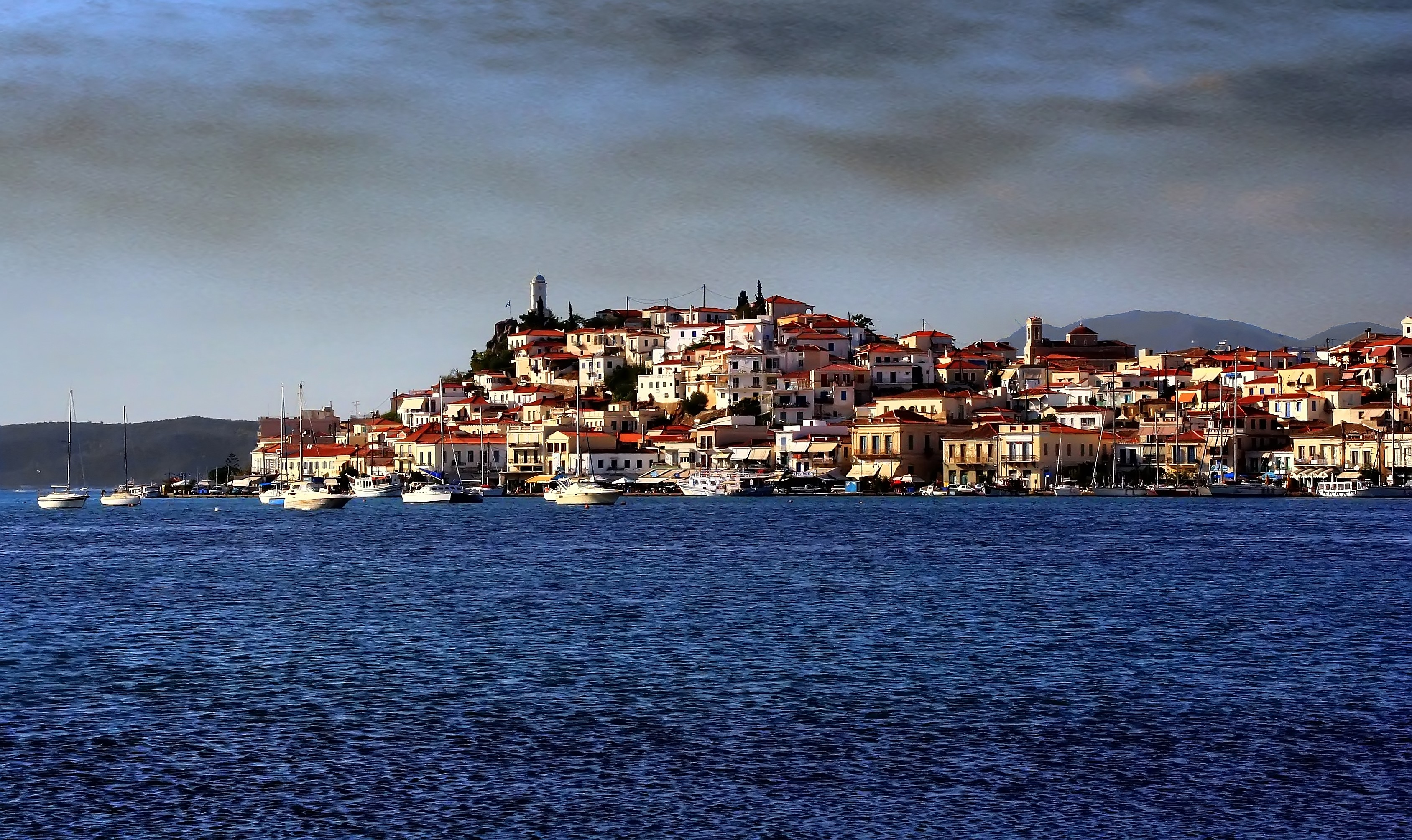
Poros.

Poros est en réalité constitué de deux « îles », Calaurie (ou Kalavria), la plus grande, et Sphaeria (ou Sfairía), où se trouve la ville et le port. Cette dernière est souvent considérée comme une presqu'île, les deux « îles » n'étant séparées que par un isthme très étroit (quelques mètres) franchi par un pont. L'île de Sphaeria a une origine volcanique. Il semble qu'à l'origine, les deux îles étaient jointes au Péloponnèse, dont elles se seraient séparées à la fin de l'Antiquité. À en croire Pausanias, la distance entre Poros et le continent était si courte dans l’Antiquité que l’on pouvait la traverser à pied.
Sa pointe ouest est signalée par le phare Dana, construit en 1870.

### Géologie
La géologie de l'île comprend des roches sédimentaires mésozoïques cénozoïques (calcaire, et grès de type Flysch) et ophiolites, ainsi que des roches volcaniques néogènes sur Sferia. Des puits karstiques sont présents dans le massif calcaire de l'île centrale, ainsi que des grottes calcaires avec des stalactites. On retrouve des fossiles marins dans le calcaire.

### Relief
Le plus haut sommet de l'île centrale est le pic Vigla (358 m).

### Flore et faune
Les deux îles qui composent Poros sont montagneuses et verdoyantes. Les collines sont couvertes de pins (Pinus brutia). Dans les zones cultivées, on retrouve essentiellement des oliviers (Olea europaea L.). Les zones côtières sont généralement couvertes de garrigue avec des buissons épineux. On y retrouve en abondance le chêne kermès (Quercus coccifera L.), le pistachier lentisque (Pistacia lentiscus L.), le genévrier de Phénicie (Juniperus phoenicea L.).
Poros abrite un petit échantillon de la faune grecque. L'île est un lieu de passage pour les oiseaux migrateurs. Parmi les animaux terrestres, on trouve notamment des tortues bordées (Testudo marginata), une espèce protégée.

### Politique

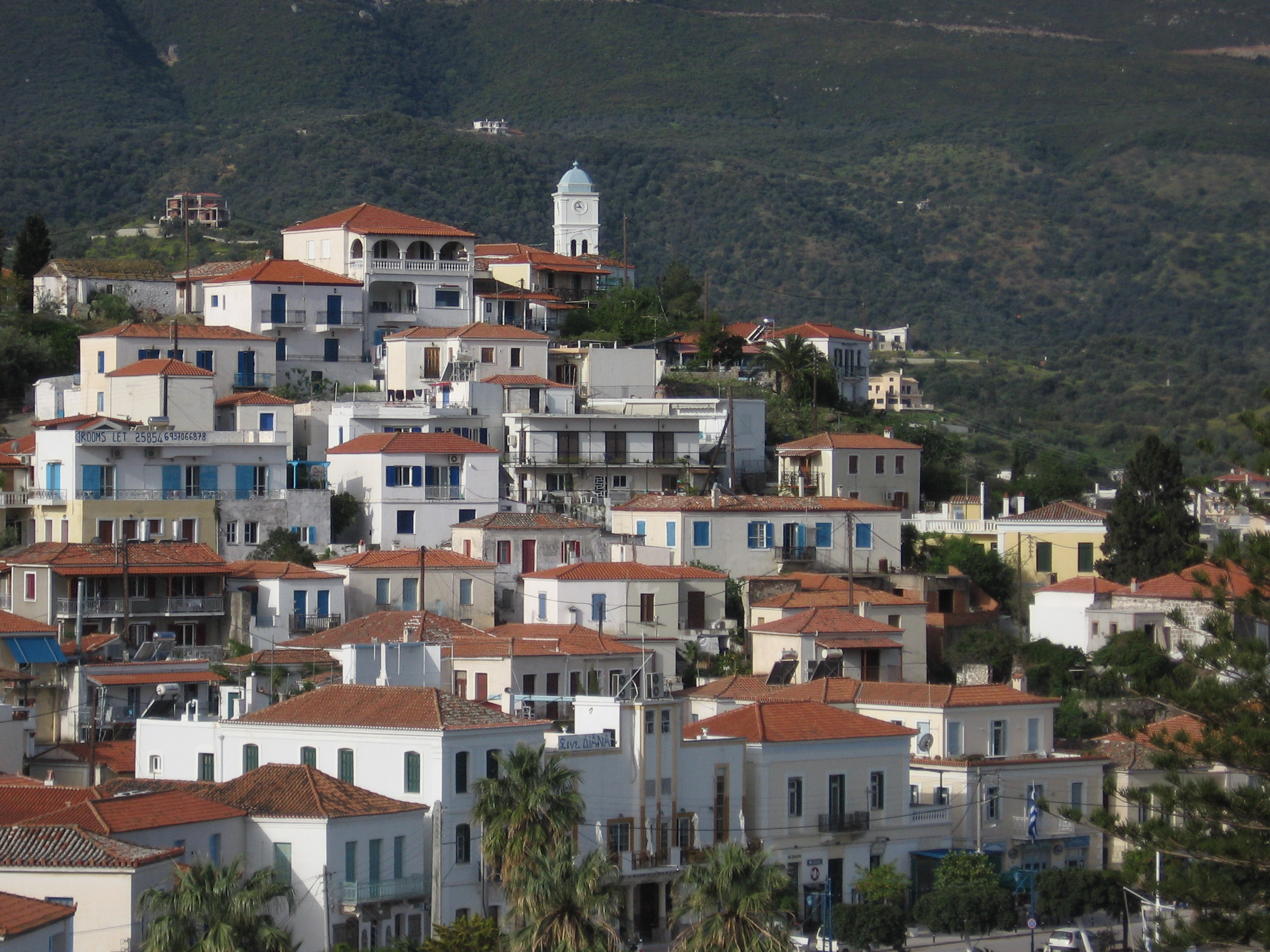
La ville de Poros.

La municipalité de Poros comprend également un petit morceau de la péninsule d'Argolide dans le Péloponnèse, en grec moderne Kyaní Aktí (231 habitants), situé entre Poros et l'île d'Hydra, près des municipalités de Trézène (Trizina) et d'Hermione (Ermioni). La superficie de la municipalité est de 49,582 km² et la population totale de 4 348 personnes.

## Histoire
Des études récentes démontrent que Poros était habitée depuis l'Âge du Bronze. 

### Époque mycénienne
Des vestiges de l'époque mycénienne ont été découvertes sur l'île par les services grecs d'archéologie. L'un d'eux est l'îlot rocheux de Modi ou Liontari (Lion) avec des vestiges d'un port daté de la fin de la période mycénienne (XIIe siècle avant notre ère). L'autre site se situe au Nord de l'île, au lieu Cavos Vassilis et remonte au IIIe siècle avant notre ère.

### Antiquité
Dans l'Antiquité, Poros portait le nom de Calaurie et était l'île de Poséidon, le dieu de la mer. Les vestiges d'un ancien temple dédié à Poséidon sont visibles au sommet de l'île (de Calaurie). Elle fut le centre d'une amphictyonie au VIIe siècle avant notre ère : la Ligue maritime de Calaurie, regroupant des cités-États (Poros, Athènes, Prasies, Égine, Épidaure, Hermione, Trézène, Nauplie et Orchomène).

Après la dissolution de l'amphictyonie, le temple de Poséidon a continué à être fréquenté. C'est dans ce temple que le célèbre orateur Démosthène, poursuivi par les forces d'Antipater, s'est empoisonné en 322 av. J.-C.

### Époque byzantine et époque ottomane
À l'époque byzantine, Poros et d'autres îles ont été régulièrement attaquées par des pirates. Durant l'occupation ottomane, Poros est restée indépendante et a aidé les îles voisines lorsqu'a débuté la guerre d'indépendance.

### Époque moderne
Poros a participé à la guerre d'indépendance grecque et est devenu le premier arsenal du jeune État indépendant. 
En 1828, c'est à Poros que se sont réunis les représentants des grandes puissances de l'époque (Angleterre, France et Russie) pour délimiter les frontières du jeune État grec.
L'île a été le théâtre d'un des principaux épisodes de la lutte pour le pouvoir après l'indépendance : en août 1831, l'amiral Andreas Miaoulis a préféré faire sauter la flotte plutôt que de la laisser aux Russes qui soutenaient Ioánnis Kapodístrias.

## Sites principaux

### La ville de Poros

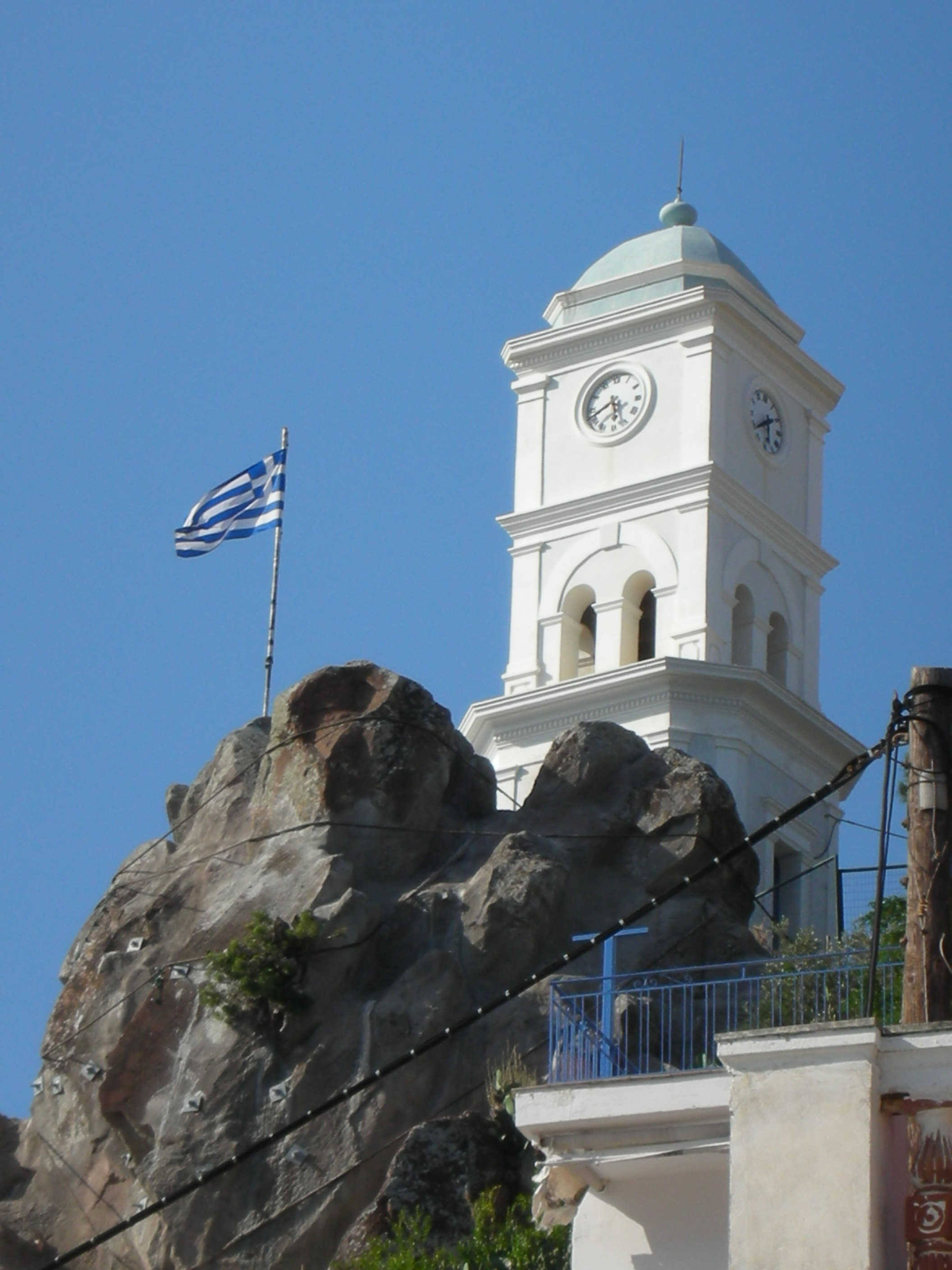
La tour de l'horloge.

En arrivant à Poros, on est frappé par la beauté du site et l'harmonie des belles maisons de style néoclassique construites en amphithéâtre sur la colline. La tour de l'horloge est le monument le plus remarquable. Construite en 1927, c'est une élégante tour blanche surmontée d'un dôme bleu. Elle a été complètement restaurée en 2002. La ville abrite un petit musée archéologique, qui présente des objets trouvés dans les fouilles du temple de Poséidon, à Trézène et d'autres lieux de la région.

### Le temple de Poséidon
Il reste peu de choses de l'ancien temple de style dorique, construit au VIe siècle avant notre ère. Il était composé de roches calcaires avec 34 colonnes. Des fouilles ont été menées par une équipe suédoise en 1894. Mais l'exploration du site a véritablement commencé en 1997 par les archéologues grecs, en collaboration avec des archéologues suédois. Des fouilles sont toujours en cours.

### Les dépôts russes

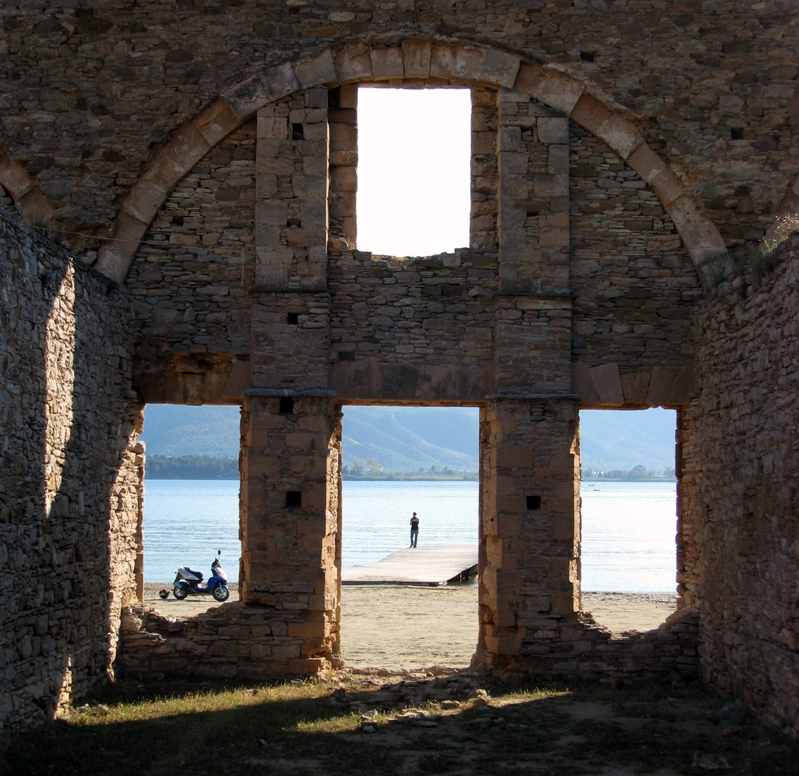
Les docks russes.

À l'ouest de l'île, on peut voir les ruines d'anciens dépôts de la marine russe datant de 1834. Ces bâtiments servaient de réserve et de boulangerie pour la flotte russe qui naviguait en mer Égée. Les Russes ont conservé le bâtiment jusqu'en 1900. En raison de leur intérêt architectural et historique, ces vestiges ont été déclarés monument historique par un décret ministériel de 1989.

### Le monastère de Zoodochos Pigi

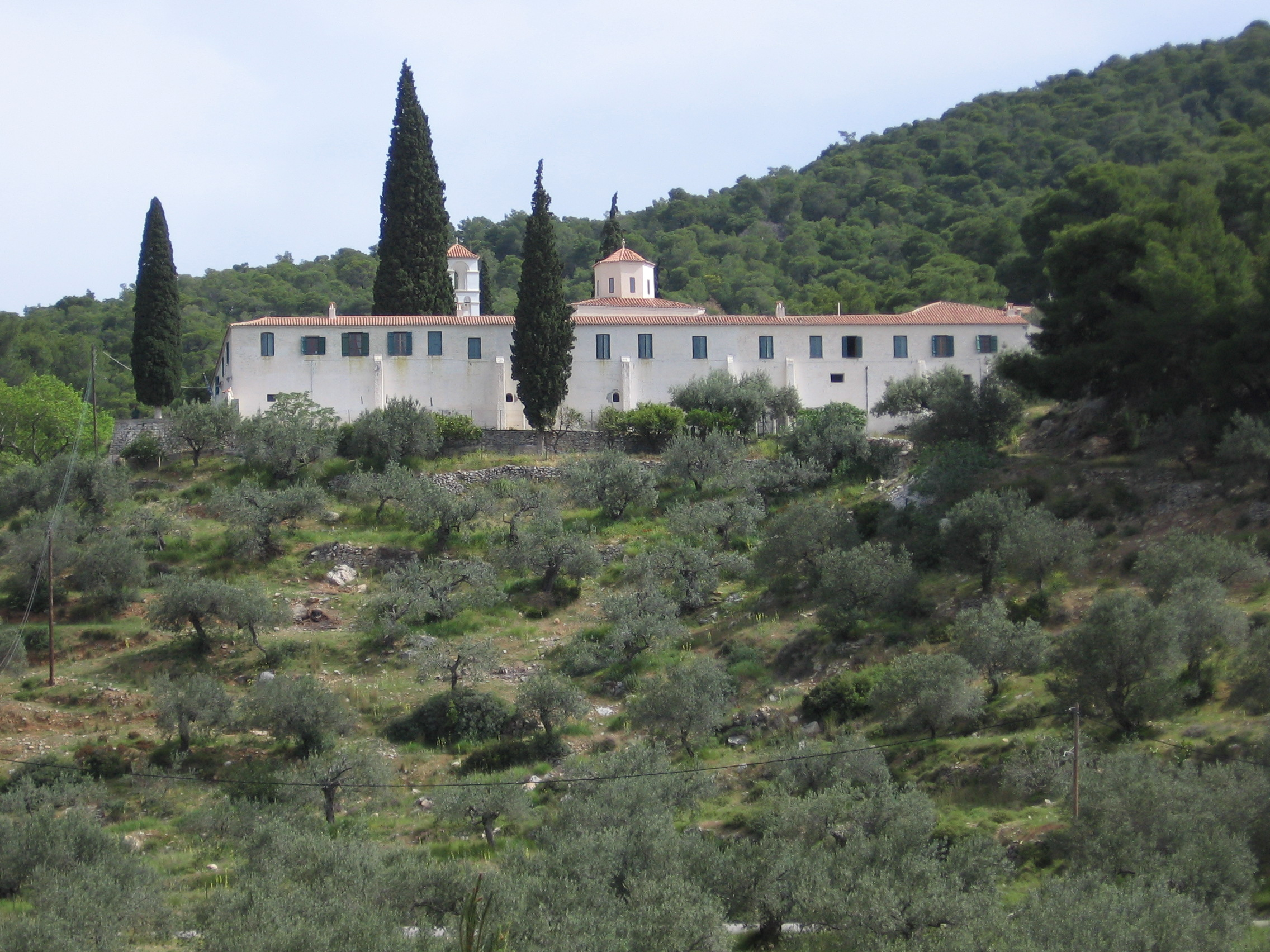
Le monastère de Zoodóchos Pighí.

À l'est de l'île de Calaurie, le monastère de Zoodóchos Pighí (dédié à la Vierge « Marie Source-de-Vie »), datant du XVIIIe siècle), est construit sur une colline verdoyante surplombant la mer. L'église contient une iconostase de style italien datant du XVIe siècle, qui provient de l'antique cité de Césarée en Asie Mineure.
Une source aux vertus thérapeutiques se trouve à l'entrée.

### Le Bourtzi

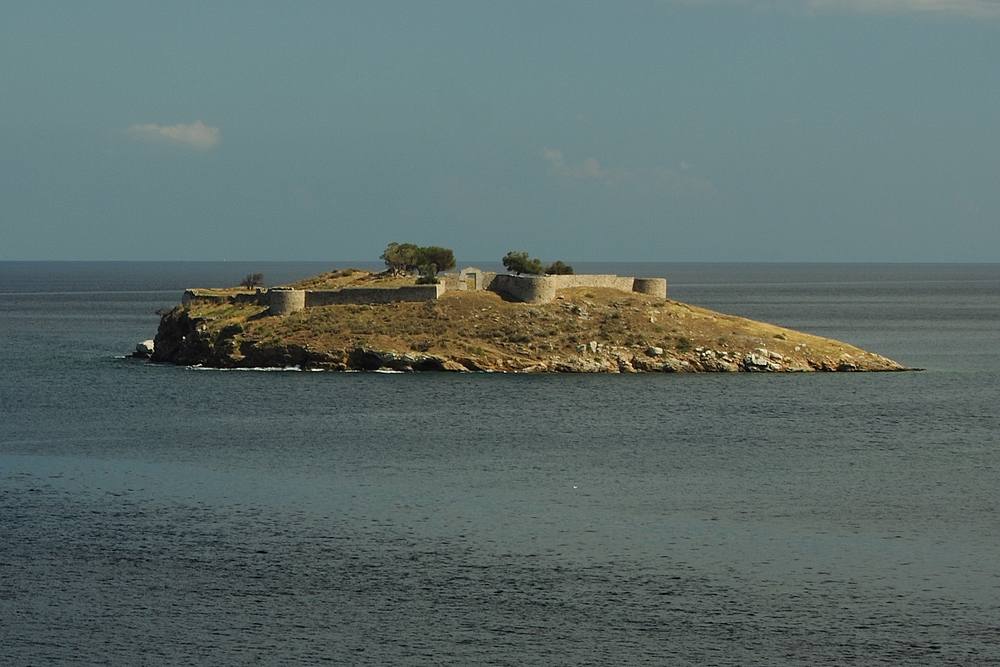
L'îlot de Bourtzi.

Le Bourtzi (fortin en turc) est un îlot situé dans le chenal à l'entrée est de Poros. Le château construit sur l'îlot date de l'époque byzantine. À cette époque, la flotte arabe avait pris possession d'une série d'îles, y compris Rhodes et Chios, harcelait la côte anatolienne et faisait des incursions en mer Égée. C'est pourquoi le château d’Aghios Konstantinos (Saint Constantin) et son église ont été construits sur l'îlot en l'an 640 de notre ère. Il avait pour fonction d'assurer la protection du port de Poros ainsi que de l'arrière pays et ses oliviers, à Poros, Galatas et Trézène. 
Au fil des ans, le château d’Aghios Konstantinos a été occupé par les Vénitiens ensuite par les Ottomans et a été nommé Bourtzi. En 1821, les Grecs ont repris possession de toute la région lors de la guerre d'indépendance. Kapodistria, le gouverneur de Grèce, a commandé[réf. nécessaire] la reconstruction du Bourtzi en 1827 à un Bavarois, K. Heideck, afin de protéger sa flotte. L'église d'Aghios Konstantinos était encore debout, protégée par le Monastère de Zoodóchos Pighí de Poros. Mais l'architecte Heideck était en manque de pierres et il a démantelé l'église sous la promesse de la remplacer après que les moines en ont retiré les reliques et icônes. L'église n'a pourtant jamais été reconstruite.

## Ils ont écrit sur Poros
L'île de Poros a été fréquentée par des personnages célèbres, notamment des écrivains.
Georges Séféris a passé quelques jours de vacances dans la Villa Ghalíni (en français, Sérénité) à Poros, écrivant des poèmes et son Journal. Il écrit notamment le 13 août 1946 : 

« La mer, le lever du soleil, la lumière... Elle a quelque chose de Venise : le canal, une communication entre les maisons et les bateaux, le faste, la nonchalance, la tentation sensuelle, quelque chose d'esthétique, un lieu pour les amants du monde, qui produit de la magie. Il y quelque chose de l'espace clos ici, avec la lune haut dans le ciel et toute la journée, l'écho de la musique des cuivres provenant de l'école navale. La nuit dernière, allant me coucher, je suis resté un moment sur le balcon de ma chambre, fasciné par la courbe des montagnes en face... »

Henry Miller, le célèbre écrivain américain, est passé à Poros en 1938. Dans son livre, Le Colosse de Maroussi, il écrit cette célèbre description de Poros : 

« La mer était là, mais la côte aussi, les chèvres l'escaladaient. Les champs de citronniers étaient visibles et l'ivresse provenant de leur parfum nous avait déjà saisis et nous entraînait jusqu'à ce que nous succombions. Je ne sais pas ce qui m'a touché le plus profondément, les vergers de citronniers, juste en face ou Poros elle-même quand soudain j'ai réalisé que nous naviguions dans les rues. S'il est un rêve qui me plaît par-dessus tout, c'est celui de naviguer sur terre. Entrer à Poros donne l'illusion de la profondeur du rêve. Soudain, la terre converge sur tous les côtés et le bateau est coincé dans un étroit détroit à partir duquel il semble n'y avoir aucune issue. Les hommes et les femmes de Poros sont penchés aux fenêtres, juste au-dessus de votre tête. Vous arrivez en face de leurs narines, comme pour un rasage ou une coupe de cheveux en passant. Les chaises longues sur le quai avancent à la même vitesse que le bateau, elles peuvent marcher plus vite que le bateau si elles choisissent d'accélérer leur rythme... L'île s'enroule en plans cubiques, celle des murs et des fenêtres, l'autre des rochers et des chèvres ... Et sur le continent, aux courbes comme une lèvre, les vergers de citronniers sauvages, au printemps, rendent fous jeunes et moins jeunes du parfum de la sève et des fleurs. Vous entrez dans le port de Poros en balançant et en tourbillonnant, comme un doux idiot ballotté au milieu des mâts et des filets dans un monde que seul connaît le peintre. »